# Campeonato Nacional de Peso Semicompleto
El Campeonato Nacional de Peso Semicompleto (Mexican National Light Heavyweight Championship en inglés) es un campeonato de lucha libre profesional defendido en el Consejo Mundial de Lucha Libre. Este título fue creado en 1943. El campeonato sirvió para los luchadores sancionados por la Comisión de Box y Lucha Libre de México, D.F.. Si bien la Comisión aprueba el título, no promueve los eventos en los que se defiende el Campeonato. El campeonato está promovida actualmente por la empresa Consejo Mundial de Lucha Libre (CMLL) y anteriormente ha sido también promovida por Asistencia Asesoría y Administración (AAA) y en el circuito independiente.
Desde 1943 hasta mediados de la década de 1990, el Consejo Mundial de Lucha Libre (CMLL) controló el campeonato, desde entonces la AAA tomó el control del campeonato, luego de que la Comisión les otorgó el control del campeonato. En 2004, el campeonato estuvo activo en el circuito mexicano independiente hasta 2007. Desde ese año, el CMLL se encarga del campeonato. Dado que el campeonato está designado como un título de peso semipesado, el campeonato solo puede ser competido oficialmente por luchadores que pesen al menos 87 kg (191 lb) y tengan un peso máximo de 97 kg (213 lb). Sin embargo, el reglamento no se cumple estrictamente.

## Historia
Al ser un campeonato de lucha libre profesional, no se gana legítimamente: en cambio, se gana a través de un final con guion para un combate o se otorga a un luchador debido a una historia. El primer campeón fue Black Guzmán, ganándolo en marzo de 1943. En ese momento, a la Empresa Mexicana de Lucha Libre (EMLL, luego rebautizada como CMLL) se le dio el control promocional total del título, y solo se le pidió a la Comisión que aprobara a los campeones. La Empresa Mexicana de Lucha Libre fue la principal promoción que utilizó el campeonato en los años siguientes, aunque no tuvo el control exclusivo del mismo. En 1992, el entonces programador del CMLL, Antonio Peña, dejó la empresa para crear la AAA y se llevó consigo a varios luchadores del CMLL, entre los que se encontraba el entonces campeón Máscara Sagrada. La comisión permitió a Máscara Sagrada llevarse el campeonato a AAA. Desde la creación de la AAA en 1992 hasta 2002 tuvieron el control exclusivo del campeonato, En 2002 El Dandy ganó el título, pasando el campeonato a la promoción ENSEMA. En diciembre de 2007, Místico ganó el título a Vangelis, convirtiéndolo en un campeonato oficial reconocido por el CMLL a partir de ese momento.

## Campeones

### Campeón actual
El campeón actual es Esfinge, quien se encuentra en su primer reinado como campeón. Esfinge ganó el campeonato luego de derrotar a Ángel de Oro el 23 de mayo de 2023 en Martes Arena México.
Esfinge registra hasta el 20 de marzo de 2025 las siguientes defensas televisadas:
1. vs. Misterioso Jr. (5 de agosto de 2023; Sábado de Arena Coliseo)
2. vs. Mephisto (22 de octubre de 2023; Domingo Familiar de Arena México)
3. vs. Zandokan Jr. (29 de marzo de 2024; Homenaje a Dos Leyendas, Arena México)
4. vs. Averno (10 de junio de 2024; Lunes Clásico de Arena Puebla)
5. vs. Valiente (2 de agosto de 2024; Viernes de Arena México)
6. vs. Valiente (7 de octubre de 2024; Lunes Clásico de Arena Puebla)
7. vs. Rugido (8 de noviembre de 2024; Viernes de Arena México)
8. vs. Valiente (16 de febrero de 2025; Domingo Familiar de Arena México)

### Lista de campeones
|                                                                  | Luchador            | N.º | Fecha                    | Días | Show o evento              | Notas y referencias                                                               |
| ---------------------------------------------------------------- | ------------------- | --- | ------------------------ | ---- | -------------------------- | --------------------------------------------------------------------------------- |
| Empresa Mexicana de Lucha Libre / Consejo Mundial de Lucha Libre |                     |     |                          |      |                            |                                                                                   |
| 1                                                                | Jesús Anaya         | 1   | 25 de septiembre de 1942 | N/A  | EMLL 9th Anniversary Show  | Derrotó a Black Guzmán en la final de un torneo.                                  |
| 2                                                                | Black Guzmán        | 1   | Marzo de 1943            | N/A  | House Show                 |                                                                                   |
| 3                                                                | Gorila Ramos        | 1   | 20 de septiembre de 1944 | 28   | EMLL 11th Anniversary Show |                                                                                   |
| 4                                                                | Tarzán Lopez        | 1   | 18 de octubre de 1944    | N/A  | House Show                 |                                                                                   |
| 5                                                                | Black Guzmán        | 2   | Enero de 1945            | N/A  | House Show                 |                                                                                   |
| 6                                                                | Tarzán Lopez        | 2   | 12 de abril de 1947      | 811  | House Show                 |                                                                                   |
| 7                                                                | Cavernario Galindo  | 1   | 1 de julio de 1949       | N/A  | House Show                 |                                                                                   |
| 8                                                                | Enrique Llanes      | 1   | Diciembre de 1950        | N/A  | House Show                 |                                                                                   |
| —                                                                | Vacante             | —   | 1951                     | —    | N/A                        | Campeonato vacante por razones desconocidas.                                      |
| 9                                                                | Tarzán Lopez        | 3   | 9 de septiembre de 1956  | N/A  | House Show                 | Se desconoce a quién derrotó Lόpez por el campeonato vacante.                     |
| —                                                                | Vacante             | —   | Enero de 1957            | —    | N/A                        | Campeonato vacante por razones desconocidas.                                      |
| 10                                                               | Espectro I          | 1   | 21 de abril de 1957      | N/A  | House Show                 | Derrotó a Bobby Bonales por el campeonato vacante.                                |
| —                                                                | Vacante             | —   | Septiembre de 1960       | —    | N/A                        | Campeonato vacante por razones desconocidas.                                      |
| 11                                                               | Rubén Juárez        | 1   | 23 de septiembre de 1960 | 1086 | EMLL 27th Anniversary Show | Derrotó a Ray Mendoza por el campeonato vacante.                                  |
| 12                                                               | Espanto I           | 1   | 14 de septiembre de 1963 | 77   | House Show                 |                                                                                   |
| 13                                                               | Ray Mendoza         | 1   | 30 de noviembre de 1963  | 410  | House Show                 |                                                                                   |
| 14                                                               | Raúl Reyes          | 1   | 13 de enero de 1965      | 112  | EMLL Carnaval de Campeones |                                                                                   |
| 15                                                               | Alfonso Dantés      | 1   | 5 de mayo de 1965        | 286  | House Show                 |                                                                                   |
| 16                                                               | Espanto I           | 2   | 15 de febrero de 1966    | 241  | House Show                 |                                                                                   |
| 17                                                               | El Santo            | 1   | 14 de octubre de 1966    | N/A  | House Show                 |                                                                                   |
| 18                                                               | Espanto I           | 3   | Marzo de 1967            | N/A  | House Show                 |                                                                                   |
| 19                                                               | Mil Máscaras        | 1   | 12 de junio de 1967      | 125  | House Show                 |                                                                                   |
| 20                                                               | El Nazi             | 1   | 15 de octubre de 1967    | 159  | House Show                 |                                                                                   |
| 21                                                               | Mil Máscaras        | 2   | 22 de marzo de 1968      | 19   | House Show                 |                                                                                   |
| —                                                                | Vacante             | —   | 10 de abril de 1968      | —    | N/A                        | Campeonato vacante por razones desconocidas.                                      |
| 22                                                               | Raúl Mata           | 1   | 11 de abril de 1969      | 1164 | House Show                 | Derrotó a Dr. Wagner por el campeonato vacante.                                   |
| 23                                                               | Enrique Vera        | 1   | 18 de junio de 1972      | 271  | House Show                 |                                                                                   |
| 24                                                               | Dr. Wagner          | 1   | 16 de marzo de 1973      | 555  | House Show                 |                                                                                   |
| —                                                                | Vacante             | —   | 22 de septiembre de 1974 | —    | N/A                        | Campeonato vacante por razones desconocidas.                                      |
| 25                                                               | Alfonso Dantés      | 2   | 15 de noviembre de 1974  | 513  | House Show                 |                                                                                   |
| 26                                                               | Dr. Wagner          | 2   | 11 de abril de 1976      | 644  | House show                 |                                                                                   |
| 27                                                               | Canek               | 1   | 15 de enero de 1978      | 156  | House show                 |                                                                                   |
| 28                                                               | Dos Caras           | 1   | 20 de junio de 1978      | 292  | House show                 |                                                                                   |
| 29                                                               | Astro Rey           | 1   | 8 de abril de 1979       | 217  | House show                 |                                                                                   |
| 30                                                               | Dr. Wagner          | 3   | 11 de noviembre de 1979  | 19   | House show                 |                                                                                   |
| 31                                                               | Enrique Vera        | 2   | 30 de noviembre de 1979  | 658  | House show                 |                                                                                   |
| 32                                                               | Alfonso Dantés      | 3   | 18 de septiembre de 1981 | 100  | House show                 |                                                                                   |
| 33                                                               | Babe Face           | 1   | 27 de diciembre de 1981  | 570  | House show                 |                                                                                   |
| 34                                                               | Mano Negra          | 1   | 20 de julio de 1983      | 410  | House show                 |                                                                                   |
| 35                                                               | Valente Fernandez   | 1   | 2 de septiembre de 1984  | 581  | House show                 |                                                                                   |
| 36                                                               | Luis Mariscal       | 1   | 6 de abril de 1986       | 193  | House show                 |                                                                                   |
| 37                                                               | Halcón 78           | 1   | 16 de octubre de 1986    | 536  | House show                 |                                                                                   |
| 38                                                               | Pierroth Jr.        | 1   | 4 de abril de 1988       | 156  | House show                 |                                                                                   |
| 39                                                               | Mogur               | 1   | 7 de septiembre de 1988  | 492  | House show                 |                                                                                   |
| 40                                                               | Pierroth Jr.        | 2   | 12 de enero de 1990      | 433  | House show                 |                                                                                   |
| 41                                                               | Máscara Sagrada     | 1   | 21 de marzo de 1991      | 435  | House show                 | Durante su reinado, Máscara dejó CMLL y se llevó el campeonato consigo.           |
| Asistencia, Asesoría y Administración                            |                     |     |                          |      |                            |                                                                                   |
| 42                                                               | Universo 2000       | 1   | 29 de mayo de 1992       | 112  | AAA Sin Límite             |                                                                                   |
| 43                                                               | Lizmark             | 1   | 18 de septiembre de 1992 | 721  | AAA Sin Límite             |                                                                                   |
| 44                                                               | La Parka            | 1   | 9 de septiembre de 1994  | 200  | House show                 |                                                                                   |
| 45                                                               | Jerry Estrada       | 1   | 28 de marzo de 1995      | 131  | House show                 |                                                                                   |
| 46                                                               | La Parka            | 2   | 6 de marzo de 1995       | 167  | House show                 |                                                                                   |
| 47                                                               | Pierroth Jr.        | 3   | 20 de enero de 1996      | N/A  | AAA Sin Límite             |                                                                                   |
| 48                                                               | La Parka            | 3   | Enero de 1996            | N/A  | House show                 |                                                                                   |
| 49                                                               | Pimpinela Escarlata | 1   | 20 de mayo de 1996       | 112  | House show                 |                                                                                   |
| 50                                                               | Latin Lover         | 1   | 9 de septiembre de 1996  | 252  | AAA Sin Límite             |                                                                                   |
| 51                                                               | Pierroth Jr.        | 4   | 19 de mayo de 1997       | N/A  | AAA Sin Límite             |                                                                                   |
| 52                                                               | Máscara Sagrada II  | 1   | 1998                     | N/A  | House show                 |                                                                                   |
| 53                                                               | Sangre Chicana      | 1   | 16 de mayo de 1998       | 715  | House show                 |                                                                                   |
| 54                                                               | Héctor Garza        | 1   | 30 de abril de 2000      | 411  | AAA Sin Límite             |                                                                                   |
| 55                                                               | Electroshock        | 1   | 15 de junio de 2001      | 310  | House show                 |                                                                                   |
| 56                                                               | Perro Aguayo Jr.    | 1   | 21 de abril de 2002      | 133  | House show                 |                                                                                   |
| 57                                                               | El Dandy            | 1   | 1 de septiembre de 2002  | 775  | AAA Sin Límite             | Durante su reinado, El Dandy dejó AAA y se llevó el campeonato consigo.           |
| ENSEMA                                                           |                     |     |                          |      |                            |                                                                                   |
| 58                                                               | L.A. Park           | 4   | 15 de octubre de 2004    | 162  | House show                 | Antes conocido como La Parka                                                      |
| 59                                                               | El Dandy            | 2   | 26 de marzo de 2005      | 750  | House show                 |                                                                                   |
| 60                                                               | Vangelis            | 1   | 15 de abril de 2007      | 233  | House show                 | Durante su reinado, Vangelis firmó en CMLL, defendiendo su campeonato ahí.        |
| Consejo Mundial de Lucha Libre                                   |                     |     |                          |      |                            |                                                                                   |
| 61                                                               | Místico             | 1   | 4 de diciembre de 2007   | 801  | House show                 | El Campeonato Mundial de Peso Welter del CMLL de Místico también estaba en juego. |
| 62                                                               | Volador Jr.         | 1   | 12 de febrero de 2010    | 235  | Super Viernes              |                                                                                   |
| 63                                                               | La Máscara          | 1   | 5 de octubre de 2010     | 1043 | Martes Arena México        |                                                                                   |
| 64                                                               | Mephisto            | 1   | 13 de agosto de 2013     | 741  | CMLL Guadalajara Martes    |                                                                                   |
| 65                                                               | Atlantis            | 1   | 24 de agosto de 2015     | 1170 | CMLL Guerreros del Ring    |                                                                                   |
| 66                                                               | Bárbaro Cavernario  | 1   | 6 de noviembre de 2018   | 966  | CMLL Guadalajara Martes    |                                                                                   |
| 67                                                               | Felino              | 1   | 29 de junio de 2021      | 105  | Martes Arena México        |                                                                                   |
| 68                                                               | Angel de Oro        | 1   | 12 de octubre de 2021    | 589  | Martes Arena México        |                                                                                   |
| 69                                                               | Esfinge             | 1   | 23 de mayo de 2023       | 667+ | Martes Arena México        |                                                                                   |

### Mayor cantidad de reinados
| Reinados | Luchador (es)                                       |
| -------- | --------------------------------------------------- |
| 4 veces  | Pierroth Jr., L.A. Park                             |
| 3 veces  | Alfonso Dantés, Dr. Wagner, Espanto I, Tarzán Lopez |
| 2 veces  | Black Guzmán, Mil Máscaras, Enrique Vera, El Dandy  |